# Grünstromprivileg
Der Begriff Grünstromprivileg bezeichnet in Deutschland umgangssprachlich die ehemalige gesetzliche Regelung zur teilweisen oder vollständigen Befreiung der Elektrizitätsversorgungsunternehmen von der Zahlung der EEG-Umlage, wenn diese bestimmte Voraussetzungen erfüllen. Das Grünstromprivileg galt bis zum Inkrafttreten des EEG 2014 am 1. August 2014.
Das Grünstromprivileg war neben der Marktprämie, die 2012 eingeführt wurde, eine wesentliche wirtschaftliche Motivation für die Direktvermarktung von EEG-fähigem Strom.
Nach § 39 Abs. 1 Satz 1 EEG 2012 waren Elektrizitätsversorgungsunternehmen (Stromhändler) von einer Zahlung der EEG-Umlage an den Übertragungsnetzbetreiber teilweise oder vollständig befreit, wenn sie, bezogen auf die gesamte von ihnen gelieferte Strommenge, mindestens 50 % Strom aus EEG-fähigen Anlagen im Sinne der §§ 23 bis 33 EEG 2012 (gesamte Erneuerbare Energien) und gleichzeitig mindestens 20 % Strom aus EEG-fähigen Anlagen im Sinne der §§ 29 bis 33 EEG (Windenergie und Solarenergie) direkt an Letztverbraucher lieferten.
Der Strom der EEG-fähigen Anlagenbetreiber wurde dabei direkt an den betreffenden Händler verkauft (Direktvermarktung nach §§ 33a bis 33i EEG 2012) und der Anlagenbetreiber verzichtete auf den Bezug der ihm garantierten Vergütung. Außerdem mussten die Elektrizitätsversorgungsunternehmen nach § 39 Abs. 2 EEG 2012 ihrem regelverantwortlichen Übertragungsnetzbetreiber die Inanspruchnahme der Verringerung bis zum 30. September des Vorjahres mitteilen.
Bis Ende des Jahres 2011 (nach § 37 des EEG 2009) lag die Befreiung in exakt der Höhe der EEG-Umlage (im Jahr 2011: 3,530 Cent/kWh). Nach dem EEG 2012 lag die Befreiung ab dem Jahr 2012 bei 2 ct/kWh, aber maximal bei der Höhe der EEG-Umlage (also unter 2 ct / kWh, wenn die jährlich festgesetzte EEG-Umlage unter 2ct / kWh lag).
Während es unter dem EEG 2004 faktisch noch keine Rolle gespielt hatte, wuchs seit Inkrafttreten des EEG 2009 die Bedeutung des Grünstromprivilegs:
| Jahr | Von der EEG-Umlage befreite Strommenge |
| ---- | -------------------------------------- |
| 2009 | 0,4 TWh                                |
| 2010 | 1,0 TWh                                |
| 2011 | 3,8 TWh                                |

2011 erfolgte die Erzeugung in Direktvermarktung (Marktprämie/Grünstromprivileg/sonst. Direktvermarktung)
Im November 2013 einigte sich die Große Koalition aus CDU/CSU und SPD darauf, das Grünstromprivileg zu streichen.